# Polycarp Schmoll
Polycarp Schmoll (ur. 1877, zm. 1958) – niemiecki franciszkanin, wikariusz generalny Zakonu Braci Mniejszych w latach 1944–1945.
Urodził się w 1877 roku. W latach 1927–1936 był prowincjałem w prowincji bawarskiej Zakonu Braci Mniejszych. Podczas drugiej wojny światowej sprawował najwyższą władzę w zakonie po niespodziewanej śmierci generała Leonardo Bello 27 listopada 1944, pełniąc urząd wikariusza generalnego. Z tej okazji wystosował list do zakonu: Litterae encyclicae in morte Rmi P. Leonardi M. Bello Ministri Generalis, wydany drukiem w 1945.